# 小久川橋
小久川橋（こひさかわはし）は、福島県いわき市にある二級水系大久川水系小久川を渡る道路橋であり、同名の橋梁が複数存在する。

## 常磐自動車道小久川橋
E6

### 概要
上り
- 全長：294.5m[1]
  - 主径間：95.0m[1]
- 幅員：9.76m[1]
- 形式：PRC5径間連続ラーメン箱桁橋[1]
- 施工：三井住友建設[2]
- 竣工：2020年[3]

下り
- 全長：291.8m[1]
  - 主径間：90.3m[1]
- 幅員：9.77m[1]
- 形式：PRC3径間連続ラーメン箱桁橋+RC6径間連続中空床版橋[1]
- 竣工：2001年[3]

大久町小久字扇作から字山口に至り、常磐自動車道いわき四倉インターチェンジ - 広野インターチェンジ間に位置する。小久川がなす谷あいの平地を跨ぎ、河川とその周辺の市道、農道を渡る。現在の下り線を用い暫定2車線で共用が開始されたのち、上り線の開通に伴い上下片側2車線にて供用された。先行して開通した下り線側はP3橋脚の前後で橋梁規模や上部工形式が全く異なる橋梁であったが、4車線化事業に伴い建設された上り線側は経済性や耐震性などを考慮し全体が5径間連続箱桁橋で構成されている。

### 沿革
- 2002年3月23日 - いわき四倉インターチェンジ～広野インターチェンジ間の開通に伴い暫定2車線にて現在の下り線を用いて供用が開始される。
- 2021年6月13日 - いわき四倉インターチェンジ～広野インターチェンジ間が4車線され、現在の上り線が開通し4車線での供用が開始される。

## 福島県道395号四倉久之浜線小久川橋

### 概要
- 全長：27.3m[4]
- 幅員：12.8m[4]
- 竣工：1990年[4]

久之浜町久之浜字新池、字前三松の境界にあり、JR常磐線久ノ浜駅前市街地北側に位置する。国道6号2次改築による道路建設で1954年に架けられた橋であり、その後架替が行われ、現在の橋は当地では2代目となるものである。上流側に常磐線小久川橋梁、下流側には当路線の旧道にあたる2級市道市道賤北田線の小久川橋がかかる。

### 沿革
- 1954年 - 先代の橋梁が架設される。
- 1990年 - 現在の橋梁が架設される。

### 周辺
- いわき市役所 久之浜・大久支所
- ダイソー いわき久之浜店

## いわき市道賤北田線 小久川橋

### 概要
- 全長：28.6m[5]
- 幅員：5.6m[5]
- 竣工：1987年[5]

久之浜町久之浜字前三松、字東三松に位置し、上述の通り県道395号久之浜橋のすぐ下流側に架かる。小久川では最も下流に位置する橋梁である。